# گورتو
گورتو (به ایتالیایی: Gorreto) یک کومونه در ایتالیا است که در استان جنوا واقع شده‌است.

## خصوصیات
گورتو ۱۸٫۶ کیلومترمربع مساحت و ۹۲ نفر جمعیت دارد و ۵۳۳ متر بالاتر از سطح دریا واقع شده‌است.